# Harry Nuttall
Harry Nuttall, né le 9 novembre 1897 à Bolton (Angleterre) et mort en avril 1969 à Bolton, est un footballeur international et un entraîneur de football anglais.

## Palmarès
- Vainqueur de la Coupe d'Angleterre en 1923, 1926 et 1929 avec le Bolton Wanderers Football Club.